# Escuela Agropecuaria y Agroalimentaria (UBA)
La Escuela de Educación Técnico Profesional de nivel medio en Producción Agropecuaria y Agroalimentaria o simplemente Escuela Agropecuaria es un colegio preuniversitario y técnico-profesional público de enseñanza secundaria laica fundando en el año 2008 y ubicado en la Facultad de Ciencias Veterinarias en la Ciudad Autónoma de Buenos Aires. Depende del Rectorado de la Universidad de Buenos Aires, al igual que el Colegio Nacional de Buenos Aires, la Escuela Superior de Comercio Carlos Pellegrini y la Escuela de Educación Técnica de Villa Lugano. Es una de las doce escuelas agropecuarias del país y el único establecimiento secundario en la Ciudad de Buenos Aires en dar formación agrotécnica. Cuenta con un método de educación teórico-práctico.
Con fines educativos y productivos, la escuela cuenta con un sector animal, un sector vegetal y un sector agroindustrial (agroalimentario).

## Historia
Fue fundada en el año 2008, año en el que comenzó el primer curso de nivelación e ingreso, contando con 200 inscriptos; así, en el año 2009, la escuela dio lugar a sus dos primeros cursos de 38 alumnos cada uno.
Desde el año 2014 forma parte de UBA TICS, proyecto impulsado por la UBA con el objetivo de implementar tecnologías de la comunicación en la educación generando materiales didácticos relacionados con los contenidos abarcados en la escuela. Se realizan tres proyectos particulares, uno en cada área: animal, vegetal e industria agroalimentaria.

## Institucional
La Escuela Agropecuaria de la UBA impulsa su labor educativa en función a criterios que buscan alcanzar, profundidad en la formación integral de los estudiantes, y solidez en su capacitación técnica. Esta concepción educativa se basa en una organización curricular que integra al proceso de enseñanza diferentes modelos de producción agroalimentarios, y conocimientos orientados a generar compromiso social en los estudiantes. Tiene como propósito el desarrollo del pensamiento científico, la investigación y el compromiso ético por transferir el conocimiento adquirido a la comunidad.

### Ingreso[7]
Para acudir a la institución como alumno, debe realizarse previamente un curso de nivelación e ingreso anual. Los aspirantes podrán realizarlo en paralelo al cursado de séptimo grado de Educación Primaria Básica en CABA o primer año de Educación Secundaria Básica en la PBA y no deberán tener más de 14 años al 30 de junio del año en que realice el curso.   
El curso de ingreso consta de dos cuatrimestres con dos 2 asignaturas cada uno y una materia anual: el primero contiene Lengua y Literatura y Ciencias Naturales; el segundo, Matemática e Introducción a la Química, teniendo a Prácticas Agropecuarias abarcando ambos cuatrimestres. Se realiza todos los sábados en la escuela, ubicada en el Complejo Las Calandrias de la Facultad de Ciencias Veterinarias.  

### Perfil del egresado
El egresado tendrá el título de Técnico en Producción Agropecuaria y Agroalimentaria, por lo que estará capacitado para realizar tareas en las distintas fases de los procesos de producción agropecuaria y la transformación de materias primas de origen vegetal y animal destinadas al consumo humano. Este último le permitirá el ingreso directo, es decir, sin la correspondiente realización del Ciclo Básico Común, a las carreras de Veterinaria, Agronomía, Gestión de Agroalimentos, Ciencia y Tecnología de los Alimentos y Ciencias Ambientales de la Universidad de Buenos Aires.

### Duración
La carrera se divide en dos ciclos: uno básico de 2 años y otro superior de 4 años de formación técnica. En esos 6 años de formación, con dos divisiones por año, son aproximadamente 32 alumnos por división los que concurren a la institución por un periodo de 2 cuatrimestres de jornada completa. [cita requerida]